# Лычники (Ершичский район)
Лычники — деревня в Ершичском районе Смоленской области России. Входила в состав Егоровского сельского поселения до сентября 2017 года. В настоящее время входит в состав Руханского сельского поселения Ершичского района Смоленской области. Население — 4 жителя (2019 год). 
Расположена в южной части области в 4 км к востоку от Ершичей, в 20 км юго-западнее автодороги А141 Орёл — Витебск. В 20 км северо-западнее деревни расположена железнодорожная станция Самолюбовка на линии Рославль — Кричев. 

## История
В годы Великой Отечественной войны деревня была оккупирована гитлеровскими войсками в августе 1941 года, освобождена в сентябре 1943 года.